# Пауль Козліцек
Пауль Козліцек (нім. Paul Kozlicek, нар. 22 липня 1937) — австрійський футболіст, нападник.

## Клубна кар'єра
У дорослому футболі дебютував 1955 року виступами за команду клубу «Ваккер» (Відень), в якій провів чотири сезони, взявши участь у 100 матчах чемпіонату. У складі віденського «Ваккера» був одним з головних бомбардирів команди, маючи середню результативність на рівні 0,68 гола за гру першості.
Своєю грою за цю команду привернув увагу представників тренерського штабу клубу ЛАСК (Лінц), до складу якого приєднався 1959 року. Відіграв за команду з Лінца наступні шість сезонів своєї ігрової кар'єри. В новому клубі також був серед найкращих голеадорів, відзначаючись забитим голом в середньому майже у кожній третій грі чемпіонату.
1965 року перейшов до клубу «Адміра» (Відень), за який відіграв 6 сезонів. Завершив професійну кар'єру футболіста виступами за команду «Адміра-Ваккер» у 1971 році

## Виступи за збірну
1956 року дебютував в офіційних матчах у складі національної збірної Австрії. Протягом кар'єри у національній команді, яка тривала 8 років, провів у формі головної команди країни лише 14 матчів, забивши 1 гол.
У складі збірної був учасником чемпіонату світу 1958 року у Швеції.